# 施佩克湖
53°26′20″N 12°48′26″E / 53.438787°N 12.807312°E

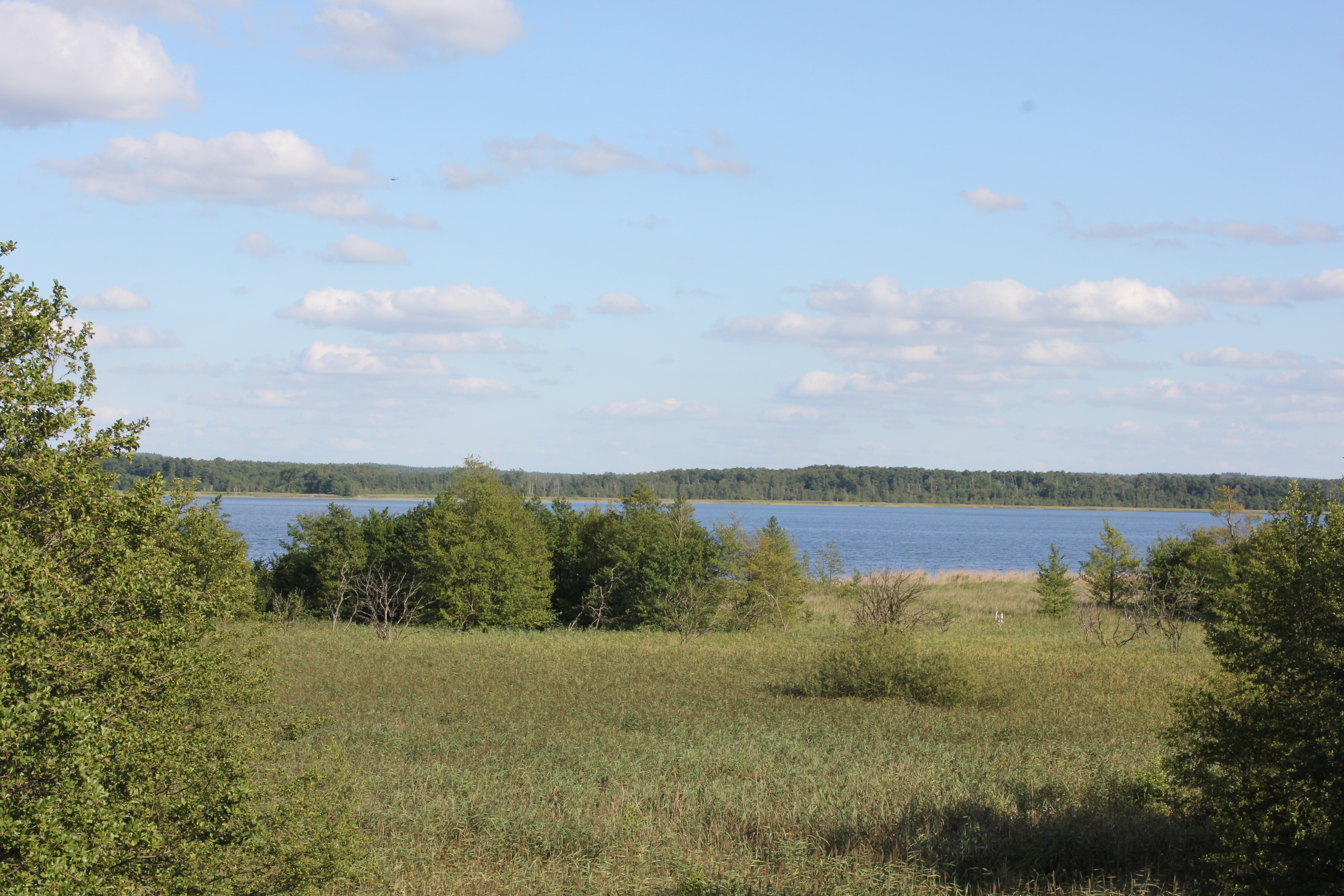

施佩克湖（德語：Specker See），是德國的湖泊，位於該國東北部梅克倫堡-前波美拉尼亞州，由梅克倫堡湖區郡負責管轄，長2.8公里、寬1.3公里，面積2.58平方公里，海拔高度62米。